# Villalcázar de Sirga (kommunhuvudort)
Villalcázar de Sirga är en kommunhuvudort i Spanien.   Den ligger i provinsen Provincia de Palencia och regionen Kastilien och Leon, i den norra delen av landet, 220 km norr om huvudstaden Madrid. Villalcázar de Sirga ligger 807 meter över havet och antalet invånare är 209.
Terrängen runt Villalcázar de Sirga är platt. Runt Villalcázar de Sirga är det glesbefolkat, med 19 invånare per kvadratkilometer. Närmaste större samhälle är Carrión de los Condes, 5,5 km nordväst om Villalcázar de Sirga. Trakten runt Villalcázar de Sirga består till största delen av jordbruksmark.